# Šmalčja vas
Šmalčja vas este o localitate din comuna Šentjernej, Slovenia, cu o populație de 165 de locuitori.